# クリスティアン・ビジャグラ
クリスティアン・カルロス・ビジャグラ（Cristian Carlos Villagra, 1985年12月27日 - ）は、アルゼンチン・コルドバ州モルテロス出身の元同国代表サッカー選手。現役時代のポジションはディフェンダー（左サイドバック）。

## 経歴
2005年にCAロサリオ・セントラルでデビューした。2007年1月、マルコ・ルベンらとともにCAリーベル・プレートに移籍した。2008クラウスーラでは16試合に出場し、優勝に貢献した。2015年1月、ルベンらとともに古巣ロサリオ・セントラルを優勝させるという目標の下復帰した。
2017年8月17日、アトレティコ・トゥクマンへ加入することが発表された。
アルゼンチン代表には、ディエゴ・マラドーナ監督の初陣となる2008年11月19日のスコットランド戦で初招集された。

## タイトル
リーベル・プレート
- プリメーラ・ディビシオン : 2008クラウスーラ